# Liahona

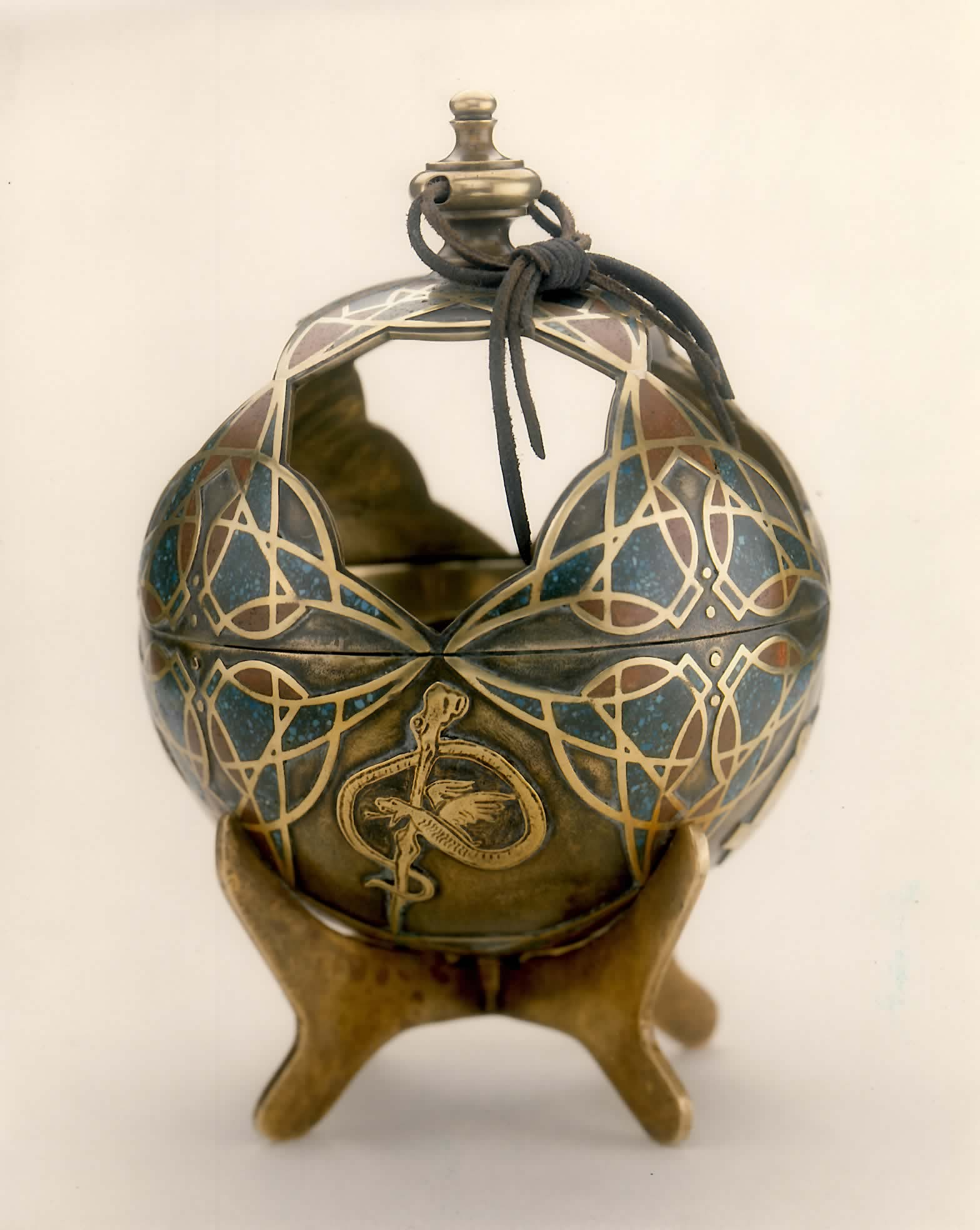
Model Liahony, sporządzony na podstawie opisów tego artefaktu

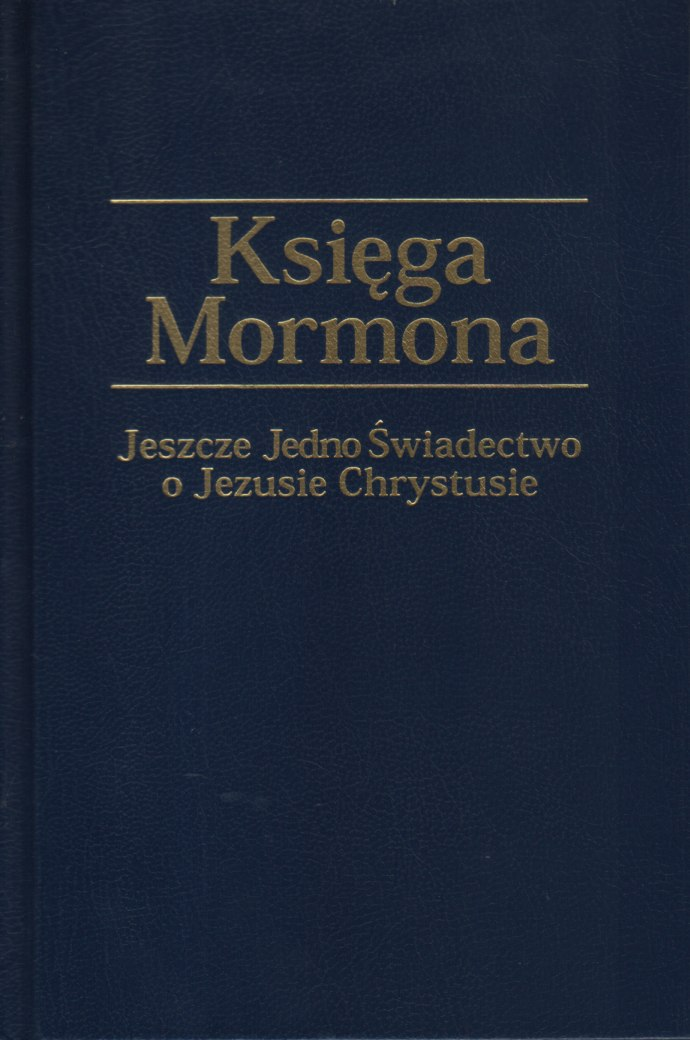
Księga Mormona, jedno z mormońskich pism świętych i jednocześnie źródło relacji o Liahonie

Liahona (deseret 𐐢𐐌𐐈𐐐𐐄𐐤𐐈) – według wierzeń świętych w dniach ostatnich (mormonów) przyrząd nawigacyjny, którym posługiwała się rodzina Lehiego. Źródłem relacji o nim jest Księga Mormona. Miał być wykonaną z mosiądzu, misterną kulą. Opisywany jako kula, busola, czy kompas, przez badaczy związanych z mormonizmem, zestawiany niekiedy z astrolabium. Jego funkcjonowanie było zależne od wiary okazywanej przez jego posiadaczy. Uznawany przez Nefitów za święty przedmiot, przekazywany pośród nich z pokolenia na pokolenie. Wyśmiewany i atakowany przez krytyków mormonizmu, zajmuje poczesne miejsce w kulturze tej tradycji religijnej.

## Wymowa i pisownia nazwy
Wymowa tej nazwy wzbudzała zainteresowanie niektórych mormońskich badaczy, szczególnie historyków skupiających się na dziejach świętych w dniach ostatnich. Została uwzględniona w przewodniku po wymowie, dołączanym do każdego egzemplarza anglojęzycznej wersji Księgi Mormona od 1981. Źródła wskazują na znaczną różnicę między wymową preferowaną i powszechną współcześnie a tą z wczesnego okresu kolonizacji terytorium Utah. Pierwotna wymowa, zwłaszcza ta stosowana przez Josepha Smitha, ma pewne znaczenie w badaniach nazw własnych występujących w Księdze Mormona, choć na gruncie mormońskiej teologii nie jest w nich czynnikiem decydującym. Do ustalenia wymowy używanej przez Smitha wykorzystuje się między innymi wydanie Księgi Mormona w alfabecie deseret z 1869. Alfabet deseret jest systemem pisma stworzonym w latach 1847–1854 w Utah, na zlecenie najwyższych przywódców kościelnych, w tym Brighama Younga.
Istnieją zapiski ludzi posługujących w procesie nazywanym przez świętych w dniach ostatnich tłumaczeniem Księgi Mormona, które rzucają światło na to, jak Smith pierwotnie radził sobie z nieznanymi słowami. Hugh Nibley, powołując się na relacje skrybów Smitha, stwierdził, że „nigdy nie wymawiał on takich słów, zawsze poprzestając na ich przeliterowaniu”. Ściśle na gruncie mormońskiej teologii nie próbuje się dociekać pierwotnej wymowy tego słowa, podobnie jak nie prowadzi się rozważań wobec słów i nazw nefickich jako takich.
Również na gruncie mormońskiej teologii zauważa się inherentną problematyczność wymowy nazw i imion przynależnych do tej mormońskiej świętej księgi. Ma to wynikać z tego, że żadne z nich nie zostało przekazane Josephowi Smithowi ustnie. Jedynym wyjątkiem jest tu prawdopodobnie imię Moroniego. Miał się on bowiem w końcu przedstawić Smithowi w wizji z 1823. Z doktrynalnego punktu widzenia sposób, w jaki bohaterowie Księgi Mormona wypowiadali te słowa, pozostał nieznany pierwszemu mormońskiemu przywódcy.
W trakcie procesu określanego przez świętych w dniach ostatnich jako tłumaczenie Księgi Mormona zapisano to słowo jako Liahona. Tak też występuje ono w manuskryptach tego świętego mormońskiego tekstu, zarówno w pierwotnym manuskrypcie, jak i tym oddanym do dyspozycji odpowiedzialnego za pierwsze wydanie drukarza. We wczesnych wydaniach tej części mormońskiego kanonu używano zapisu liahona. Sytuacja taka utrzymywała się do 1849, powtórzyła się też w wydaniu z 1858. Późniejsze wydania, w tym obecnie zatwierdzona edycja z 1981, powróciły do opartej na manuskryptach pisowni.

## W Księdze Mormona
Pochodzenie Liahony pozostaje kwestią niejasną. Zgodnie ze wzmiankami zawartymi w Księdze Mormona miała być wykonaną z mosiądzu, misterną kulą. Lehi miał ją znaleźć podczas swojej wędrówki przez pustkowie, już po opuszczeniu Jerozolimy. Liahona wyposażona została również w umieszczone w środku dwie wskazówki, z których jedna wskazywała kierunek podróży. Opisywana w mormońskiej świętej księdze najczęściej jako kula, busola czy kompas, funkcjonowała jednakże w sposób odmienny od tradycyjnego rozumienia tych przyrządów. Miała również być zdolna do przekazywania pisemnych wskazówek od Boga. Działanie Liahony było jednocześnie ściśle powiązane z wiarą jej posiadaczy i ich posłuszeństwem wobec nakazów boskich. Wymagała też od nich pewnego stopnia jedności i harmonii. Wskazano też na jej swoistą, motywującą do przestrzegania przykazań rolę. Nie pominięto też nasuwającej się paraleli między Liahoną a biblijną manną. Ta druga miała być pokarmem bezpośrednio zapewnianym przez Boga. Ta pierwsza również stanowiła dar Boży, można ją było też łatwo powiązać z pozyskiwaniem pożywienia.
Liahona miała być jednocześnie instrumentem, który pomógł doprowadzić swych posiadaczy do ziemi obiecanej, czyli na kontynent amerykański. Wskazywano na podobieństwa między tym przyrządem a słupem ognia oraz obłokiem, poprzez które Bóg prowadził Izraelitów w starotestamentalnej Księdze Wyjścia. Porównywano ją też do szesnastu kamyków zebranych przez brata Jereda, wspominanych we wchodzącej w skład Księgi Mormona Księdze Etera.
Nie ma informacji, które potwierdzały by jej użycie przez następców Lehiego czy Nefiego. Przekazywana z pokolenia na pokolenie pośród Nefitów, miała zostać zakopana wraz ze złotymi płytami. Źródła mormońskie spekulują, iż mogła być przechowywana przez Nefitów jako święty przedmiot, wraz z mosiężnymi płytami czy Mieczem Labana. Komentatorzy zauważali, że misterność, z jaką została wykonana, budzić miała podziw jeszcze przeszło 500 lat po swym odnalezieniu. Widzieli ją, również wedle komentatorów, zarówno Alma jak i Helaman. Również Alma wskazywał na jej trwałe znaczenie symboliczne. W 1829 zobaczyć ją mieli, poza Josephem Smithem, również tak zwani trzej świadkowie Księgi Mormona. O zdarzeniu tym wspomina nieco wcześniejsze objawienie otrzymane przez Smitha, zawarte w rozdziale siedemnastym Nauk i Przymierzy.

## W mormońskiej teologii oraz w badaniach nad Księgą Mormona
Istnienie Liahony nie znalazło potwierdzenia w źródłach zewnętrznych. Jest przedmiotem licznych analiz i dyskusji. Wyśmiewana i atakowana przez krytyków mormonizmu, natomiast przez badaczy należących do tej wspólnoty religijnej uznawana niekiedy za funkcjonującą podobnie jak astrolabium.
Historia rozważań natury etymologicznej dotyczących Liahony sięga wczesnych systematycznych badań nad Księgą Mormona. Starszy George Reynolds oraz Janne Sjodahl wskazywali na zarówno hebrajskie, jak i egipskie korzenie tego terminu. Sidney B. Sperry wywodził to słowo z języka arabskiego. Hugh Nibley dostrzegał jego hebrajskie źródło. Z tym ostatnim wnioskiem zgadza się w swej analizie Jonathan Curci, dodając, że sposób, w jaki słowo to zostało uformowane, rzuca światło na środowisko językowe Nefitów, w mormońskiej doktrynie spadkobierców kultury starożytnych Izraelitów. Rozważania językoznawcze mają w tym kontekście służyć również dostarczeniu dowodów na autentyczność Księgi Mormona.

## W mormońskiej kulturze

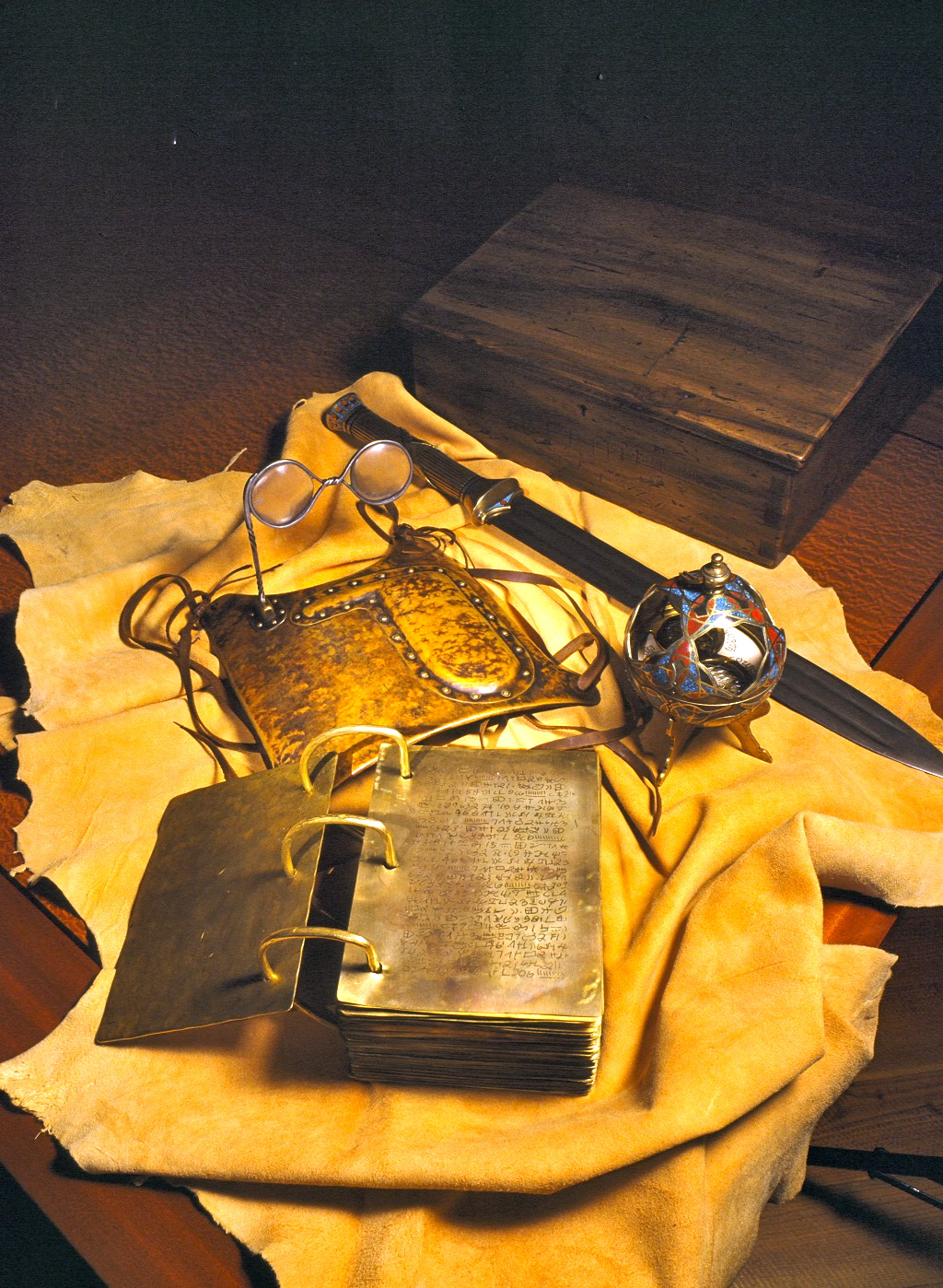
Współczesny model Liahony, przedstawiony wraz z rekonstrukcją innych artefaktów, które miał otrzymać Joseph Smith

Niezależnie od debat o autentyczności ten kontrowersyjny przedmiot został uchwycony w szeroko rozumianej mormońskiej sztuce i kulturze popularnej. Bywa przy tym określany jako najlepiej znany obiekt o właściwościach magicznych wiązany z mormonizmem. Pojawia się na obrazie Lehi Finding the Liahona pędzla C.C.A. Christensena przechowywanym w Museum of Church History and Art. Obraz The Liahona pędzla Arnolda Friberga doczekał się reprodukcji w podręczniku przeznaczonym dla kościelnej organizacji podstawowej. Pojawił się w różnych produkcjach Kościoła, m.in. w serii wideo poświęconej Księdze Mormona i w kolorowance dla dzieci.
Ponadto do Liahony nawiązuje tytuł jednego z pism wydawanych przez Kościół Jezusa Chrystusa Świętych w Dniach Ostatnich. Ten fakt ma długie tradycje wśród świętych w dniach ostatnich. Liahona the Elders' Journal, oficjalne pismo wszystkich północnoamerykańskich misji Kościoła, wychodziło w Independence w stanie Missouri między 1907 a 1945. Ten periodyk poprzedzała z kolei The Liahona, wykorzystywana przez wiele różnych misji publikacja zainicjowana przez misję środkowych stanów USA.
Liahona jest często przywoływana przez rozmaitych przedstawicieli władz kościelnych. Prezydent Spencer W. Kimball zestawił ją z sumieniem wiernych w 1976. W przemówieniu z października 1986 Thomas S. Monson, ówcześnie posługujący jako drugi doradca w Pierwszym Prezydium, porównał otrzymywane przez wiernych błogosławieństwa patriarchalne do Liahony. Z kolei w przemówieniu z kwietnia 2004 W. Rolfe Kerr, wówczas członek Pierwszego Kworum Siedemdziesięciu, stwierdził, że słowa Chrystusa mogą być osobistą Liahoną dla każdego z nas. Starszy Lowell M. Snow, siedemdziesiąty, porównał natomiast nauki mormońskich konferencji oraz rady dawane przez proroków i apostołów do tegoż właśnie wywodzącego się z Księgi Mormona artefaktu w 2005.
Najistotniejsza z należących do Kościoła szkół średnich na Tonga, Liahona High School, położona na wyspie Tongatapu, funkcjonuje od 1952. Z kolei Liahona Preparatory Academy jest prywatną szkołą w Pleasant Grove w stanie Utah opierającą swój program nauczania na wartościach oraz doktrynie Kościoła Jezusa Chrystusa Świętych w Dniach Ostatnich.
Słowo „Liahona” bywa niekiedy wykorzystywane jako imię żeńskie pośród świętych w dniach ostatnich. Liahona Olayan w 2021 uczestniczyła w amerykańskiej edycji programu rozrywkowego Idol. Pojawia się również inne imię inspirowane Liahoną, mianowicie Fliahona, wspominane w kontekście typowej dla mormonów tendencji do nadawania dzieciom nietypowych imion.
Symboliczna wartość Liahony była również wykorzystywana w analizie podejścia praktykujących świętych w dniach ostatnich do swej religii. Porównywany do Liahony mormon miał być w tym ujęciu człowiekiem dociekliwym, pytającym, poszukującym i sceptycznym, człowiekiem, który w macierzystej tradycji religijnej znajduje jedynie część odpowiedzi i który wiedzie szczęśliwe życie, nie oczekując od swej duchowości odpowiedzi na każdą wątpliwość. Święty w stylu Liahony odwołuje się raczej do nauki niż do wiary, w nawiązaniu do wersetu czternastego osiemdziesiątego ósmego rozdziału Nauk i Przymierzy. Szuka dowodów, bada religię pod kątem owoców, które ona przynosi. Nie uznaje jednocześnie nieomylnych ludzkich autorytetów. Do pewnego stopnia łączono wnioski z takowej analizy z namysłem nad ogólną kulturą organizacyjną ruchu świętych w dniach ostatnich, włącznie z porównaniami między Kościołem Jezusa Chrystusa Świętych w Dniach Ostatnich a Zreorganizowanym Kościołem Jezusa Chrystusa Świętych w Dniach Ostatnich.
Pozostająca w użyciu od 2020 sieć wi-fi wykorzystywana w kościelnych domach spotkań oraz innych należących do Kościoła obiektach nosi właśnie nazwę Liahona. Hasło dostępu doń to „alma3738”, odniesienie do wersetu z Księgi Almy, który bezpośrednio wspomina ten przyrząd. Nie jest to przy tym ani jedyne, ani pierwsze nawiązanie do Liahony, które połączyć można z nowymi technologiami. Book of Mormon Match 3 jest darmową komputerową grą logiczną stworzoną przez firmę uTappz Mobile Development LLC w 2014. Przypomina tytuły takie jak Candy Crush Saga. Liahona pojawia się w niej jako jedna z ikon. Mormoński artefakt zastępuje zatem w owej grze owoce, znane z Candy Crush Saga.